# Johann Anton Theiner
Johann Anton Theiner (* 5. Dezember 1799 in Breslau; † 15. Mai 1860 ebenda) war ein deutscher katholischer Theologe.

## Leben
Johann Anton Theiner besuchte in Breslau das St. Matthias-Gymnasium und studierte seit 1818  Theologie an der dortigen Universität. Er trat ins Priesterseminar ein, wurde 1822 zum Priester ordiniert und in Zobten am Bober und Liegnitz als Kaplan angestellt. Durch die Vermittlung seines Lehrers Thaddäus Anton Dereser wurde er 1824 außerordentlicher Professor der Exegese und des Kirchenrechts an der katholisch-theologischen Fakultät in Breslau und erwarb 1826 den Doktortitel in Theologie und kanonischem Recht. Er nahm lebhaften Anteil an den reformatorischen Bewegungen der katholischen Kirche, die Ende der 1820er Jahre in Schlesien und Süddeutschland für die Aufhebung des Zwangszölibats und andere Veränderungen eintraten. In Breslau gab er die Veranlassung zu der am 20. November 1826 von elf Geistlichen eingereichten Vorstellung, in der u. a. Abschaffung der lateinischen Sprache beim Gottesdienst, Umarbeitung des Missals und Rituals und Einführung eines allgemeinen Diözesangesangbuchs verlangt wurde.
Die preußische Regierung untersagte Theiner wegen seiner liberalen religiösen Anschauungen die Abhaltung von Vorlesungen über Kirchenrecht. Infolgedessen  legte er seine Professur nieder und wurde 1830 Pfarrer in Polsnitz in Schlesien, 1836 in Größau und 1837 in Hundsfeld bei Breslau. Als 1845 die deutsch-katholische Bewegung durch Johannes Ronge hervorgerufen wurde, schloss er sich dieser an, nachdem er sein Amt als Pfarrer niedergelegt hatte und aus der katholischen Kirche ausgetreten war. Vom Fürstbischof wurde er deshalb im November 1845 exkommuniziert. Er wurde deutsch-katholischer Pfarrer in Breslau, gab aber dieses Amt 1848 wieder auf und zog sich auch von den Deutschkatholiken zurück. Seitdem lebte er als Privatgelehrter in Breslau, bis ihn die preußische Regierung 1855 zum Sekretär der dortigen Universitätsbibliothek ernannte, welche Stelle er bis zu seinem Tod 1860 bekleidete.
Theiners schriftstellerische Leistungen gehören dem Gebiet der Exegese und verwandten theologischen an, insbesondere aber Gegenständen, die seiner reformatorischen Richtung nahe lagen. Schon in der Dissertation Variae doctorum catholicorum opiniones de jure statuendi impedimenta matrimonium dirimentia 1824 tritt er auf dem Boden der Gallikaner und des Josefinismus stehend für das selbständige Recht des Staates zur Regelung des Ehewesens ein. Sein nächstes Werk De Pseudo-Isidoriana canonum collectione 1827 ist im Wesentlichen eine Zusammenstellung. Besonders bekannt wurde er durch das mit seinem Bruder Augustin Theiner herausgegebene Werk Die Einführung der erzwungenen Ehelosigkeit bei den christlichen Geistlichen und ihre Folgen (2 Teile, Altenb. 1828; 2. Aufl. 1845), das viel Material geschichtliches Art und für die Beurteilung des Gegenstandes bietet und auf seinen Lebensgang bestimmend einwirkte. Dieses Werk wurde durch die römisch-katholische Glaubenskongregation 1829 auf den Index der verbotenen Bücher gesetzt.
Das letzte hierher gehörige Buch Die reformatorischen Bestrebungen in der katholischen Kirche (3 Hefte, Altenb. 1845–46.) referiert insbesondere über die Haltung der preußischen Regierung gegenüber den Reformbestrebungen in Schlesien und beschreibt sodann den Lebensweg des Verfassers unter scharfer Kritik am Fürstbischof Melchior von Diepenbrock.

## Weitere Schriften
- Descriptio codicis manuscripti, qui versionem Pentateuchi arabicam continet, Breslau 1822
- Die katholische Kirche Schlesiens: nebst einem Anhange, enthaltend einige Wünsche eines vieljährigen Seelsorgers, Altenburg 1826 Digitalisat
- Die zwölf kleinen Propheten, Leipzig 1828
- Eine Agende für den deutsch-katholischen Gottesdienst, 1845
- Das Seligkeitsdogma der römisch-katholischen Kirche, Breslau 1847
- Enthüllungen über Lehren und Leben der katholischen Geistlichkeit, Sondershausen 1862